# Rhopalostylis
Rhopalostylis H.Wendl. & Drude, 1875 è un genere di palme della tribù Areceae (sottofamiglia Arecoideae), endemico della Nuova Zelanda.

## Tassonomia
Il genere comprende le seguenti specie:
- Rhopalostylis baueri (Hook.f.) H.Wendl. & Drude
- Rhopalostylis sapida (Sol. ex G.Forst.) H.Wendl. & Drude